# Mu1 Gruis
Mu1 Gruis (35 Gruis) é uma estrela na direção da constelação de Grus. Possui uma ascensão reta de 22h 15m 36.88s e uma declinação de −41° 20′ 48.3″. Sua magnitude aparente é igual a 4.79. Considerando sua distância de 262 anos-luz em relação à Terra, sua magnitude absoluta é igual a 0.26. Pertence à classe espectral G8III+....